# 天ヶ須賀学校
天ヶ須賀学校（あまがすかがっこう）は、明治時代の公立学校。三重県朝明郡天ヶ須賀村（明願寺の北隣）に存在した小学校。現在の四日市市立富洲原小学校。天ヶ須賀簡易科授業所と改称して、町村制の施行で朝明郡富洲原村が誕生した事から、富洲原統合の象徴として富田一色地区（富田一色村）の一色学校と合併した。朝明郡（その後の三重郡）富洲原村立富洲原尋常小学校となった。

## 教育制度（明治5年の学制）
下等小学校
1. 6歳：8級から7級まで
2. 7歳：6級から5級まで
3. 8歳：4級から3級まで
4. 9歳：2級から1級まで

上等小学校
1. 10歳：8級から7級まで
2. 11歳：6級から5級まで
3. 12歳：4級から3級まで
4. 13歳：2級から1級まで[1]

### 習業時間割概表（明治8年）
日曜日
- 日曜の日を休暇とする。

月曜日
- 9時から10時まで：復読の時間
- 10時から10時5分まで：体操の時間
- 10時5分から11時まで：読物の時間（50音図と濁音にて仮名の音及び呼吸法を教える。小学読本巻の一の12回の授業）
- 11時から11時5分まで：体操の時間
- 11時5分から12時まで：書取の時間（50音並びに単語の文字を仮名にて綴る）
- 12時から1時まで：休み時間
- 1時から2時まで：算術の時間（数学図と等用数字をもって数字の読み方と1より100までの書き方位取って並びに算盤にて物の数の数え方を教えて加算九九を暗唱する）
- 2時から2時5分まで：体操の時間
- 2時5分から3時まで：習字の時間（石盤にて仮名の字形を教えて次に習字本を与えて筆の持ち方を教える）

火曜日
- 9時から10時まで：復読の時間
- 10時から10時5分まで：体操の時間（体操図を用いる）
- 10時5分から11時まで：読物の時間
- 11時から11時5分まで：体操の時間
- 11時5分から12時まで：問答の時間（単語図を用意してきて諸物の性質及びに用い方を問答する）
- 12時から1時まで：休み時間
- 1時から2時まで：算術の時間
- 2時から2時5分まで：体操の時間
- 2時5分から3時まで：習字の時間

水曜日
- 9時から10時まで：復読の時間
- 10時から10時5分まで：体操の時間
- 10時5分から11時まで：読物の時間
- 11時から11時5分まで：体操の時間
- 11時5分から12時まで：書取の時間
- 12時から1時まで：休み時間
- 1時から2時まで：算術の時間
- 2時から2時5分まで：体操の時間
- 2時5分から3時まで：習字の時間

木曜日
- 9時から10時まで：復読の時間
- 10時から10時5分まで：体操の時間
- 10時5分から11時まで：読物の時間
- 11時から11時5分まで：体操の時間
- 11時5分から12時まで：問答の時間
- 12時から1時まで：休み時間
- 1時から2時まで：算術の時間
- 2時から2時5分まで：体操の時間
- 2時5分から3時まで：習字の時間

金曜日
- 9時から10時まで：復読の時間
- 10時から10時5分まで：体操の時間
- 10時5分から11時まで：読物の時間
- 11時から11時5分まで：体操の時間
- 11時5分から12時まで：書取の時間
- 12時から1時まで：休み時間
- 1時から2時まで：算術の時間
- 2時から2時5分まで：体操の時間
- 2時5分から3時まで：習字の時間

土曜日
- 9時から10時まで：復読の時間
- 10時から10時5分まで：体操の時間
- 10時5分から11時まで：読物の時間
- 11時から11時5分まで：体操の時間
- 11時5分から12時まで：問答の時間
- 12時から1時まで：休み時間
- 1時から2時まで：算術の時間
- 2時から2時5分まで：体操の時間
- 2時5分から3時まで：習字の時間
- 5級以上の生徒は書取の時間を作文の時間に変更する事ができた。[2]

## 天ヶ須賀學校の地理
- 早川家の昭和51年頃に高齢だった男性の子供時代の記憶によると、以下のような構造であった。

第1教場
1. 明願寺本堂
2. 書院
3. 倉庫
4. 第1校舎（縦3000と横3000の9坪）
5. 第2校舎（縦3000と横4000の12坪）
6. 蔵

第2教場
- 北側に野村碩胤医師の邸宅がある。東側に石垣が8尺位ある。中央に運動場があり、水飲み場があった。西側が民有地で天ヶ須賀の本町通り。第1校舎は12坪。第2校舎は12.5坪。教員室は縦が2000で横が3500であった。[3]
- 天ヶ須賀學校が、明治10年、現在の明願寺山門の両側に2つの教場をもって設立された。昔の役所から会合所らしい入口があり、両教室ともに小さい窓がついて、触れれば手が黒くなりそうな、真っ黒な古い校舎であったと語られている。男子教員は2名、生徒は男子32名、女子19名であった。明治初期は上等と下等に区分されていて、下等小学は6歳から9歳まで、上等小学は10歳から13歳までで、6ヵ月勉強して試験を受けて、合格すると上の級に進学した。上等小学に進学するときは、大試験（今の卒業試験）を埋めて合格する必要があり落第もあった。授業時間は1日当たり5時間で、1週間当たり6日のハードスケジュールであった。飛び級や、入学年齢は自由で6歳以下や14歳以上の入学もあった。

## 概要
- 1879年（明治12年）に学制から教育令となり、学校の設置も地方の実情で緩和されて、4年間の就学強制から最小限度1年に4ヵ月ずる4年間で合計16ヵ月と緩和された。

教科は以下である。
1. 読書科
2. 習字科
3. 算術科
4. 地理科
5. 歴史科
6. 修身科
7. 絵画科
8. 唱歌科
9. 体操科
10. 女子生徒のみ必修教科の裁縫科

- 条文で体罰禁止や試験の付沿いの認可するなど、自由主義的な色彩が強かった。[4]

### 明治20年の天ヶ須賀学校の様子の調査結果
校種
- 簡易科

教室坪数
- 42

年中授業日数
- 262日

訓導
- 男性教師1人

助手
- 男性教師0人

生徒数
- 男性63人・女性54人

校種
- 簡易科

日々出席生徒平均
- 89

卒業生男
- 初等科五年・中等科一年

卒業生女
- 初等科三年

年間授業料
- 1372円

首席訓導
- 町田直右衛門;

### 学事委員証書の内容（参考文献に記述）
- 朝明郡天ヶ須賀村の平田庄左衛門に授与された。
  - 天ヶ須賀村学事委員当選に付きこれを通告する。
  - 明治11年（1878年）5月17日三重県の朝明郡長の酒井禮一から授与された。

### 卒業証書の内容（参考文献に記述）
- 三重県朝明郡の第3学年の天ヶ須賀学校生徒の三重県の平民の森そう（女性）。明治6年（1872年）7月生まれの卒業証書。
  - 本学初等科第6級卒業侯事
  - 明治16年9月1日（1882年）実験委員の富田学校6等訓導山口栄太郎より授与。

### 大試験状の内容（参考文献に記述）
- 朝明郡の第3学年の天ヶ須賀学校生徒の大谷誓の大試験状。
  - 2等賞の一洋服と一装と手帳を1冊を授与する。
  - 小学初等科大試験優等に付き願書の通賞興侯事。
  - 明治19年（1886年）8月10日に三重県朝明郡郡役所より授与される。

## 天ヶ須賀村の教育の歴史
- 天ヶ須賀は三重県四日市市北部の富洲原地区の3地区（富田一色地区・天ヶ須賀地区・松原地区）の1つ。江戸時代に朝明郡所属の富田六郷の天ヶ須賀村であった半農半漁の村落だった地域で、三重郡富洲原町時代は大字天ヶ須賀地区だった。四日市市の住所制度の名称では＜天ヵ須賀地区＞である。山口誓子のゆかりの地でもある。煎子（いろこ）産業と呼ばれるあられ菓子のおこしの原料を飴で固めたものが地場産業として盛んである。
- 富洲原の歴史では天ヶ須賀村は富田一色村・松原村とは異なる独自の寺子屋教育を行ってきた歴史がある。天ヶ須賀の生徒数は平成5年度の卒業生が41名であった。

以下の苗字が天ヶ須賀村に多かった。
1. 田代随意の子孫である田代家。
2. 旧家である武士階級である天野氏（天野家）。
3. 川越町の豊田村から天ヶ須賀村に移住してきた早川家。
4. 元々天ヶ須賀の村民だった高橋家。
5. 富田一色村から移住してきた渡辺家。
6. 富田一色村から移住してきた伊藤家。
7. 平田紡績の一族で富田一色村から移住した平田家。
8. 桑名地域や川越地域から移住した水谷家。
9. 川越地域から移住してきた寺本家。
10. その他の家柄の周辺地域から移住してきた加藤家。
11. 周辺地域から移住してきた佐藤家。
12. 周辺地域から移住してきた森家。
13. 富田一色村から移住してきた小川家。
14. 富田一色村から移住してきた鈴木家。

- 田代・天野・早川・高橋・渡辺・伊藤・平田・水谷・寺本・加藤・佐藤・森・小川・鈴木などこれらの苗字の生徒が多かった。
- 野村良意は、幕末には医業のかたわら近所の子供に謂われるがままに誘われて寺子屋を開校して、手習いや読書教育をした。教え子は天ヶ須賀村以外に、現在の三重郡川越町の高松村・南北福崎村・上吉村・同じ富洲原地区の富田一色村・東西富田（東富田村と西富田村の富田地域）にまでの朝明郡地域の広範囲に及んだ。教え子は300人と多数であった。胸までとどく顎鬚から『ひげさん』のニックネームで親しまれていた。息子の野村碩胤は天ヶ須賀学校の卒業生である。1911年（明治44年）に81歳で死去した。
- 1904年（明治37年）に、野村良意の医療貢献や教育活動の徳目を讃えて、教え子たちによって、天ヶ須賀の寺子屋の跡地に『顕彰碑』が建立された[6]。

## 天ヶ須賀学校の歴史
- 1877年（明治10年） - 天ヶ須賀村に幕末から明治維新後に天ヶ須賀の医師で教育者である野村良意・野村碩胤親子が開校した寺子屋を母体とする天ヶ須賀村の子供のみの天ヶ須賀学校が、天ヶ須賀本町のそろばん教室付近に創立される。[7]（明願寺の山門の両側に2つの教室と教師2名であった）。
- 1887年（明治20年） - 天ヶ須賀学校を天ヶ須賀簡易科授業所と改称する。[8]
- 1889年（明治22年） - 町村制の施行で朝明郡富田一色村・朝明郡天ヶ須賀村・朝明郡松原村の3ヵ村が合併した事により朝明郡（その後の三重郡）富洲原村が発足する。
- 1893年（明治26年）-　一色尋常小学校と天ヶ須賀簡易科授業所が合併して、朝明郡（その後の三重郡）富洲原村立富洲原尋常小学校となる。[9]（教室は富田一色校舎と、天ヶ須賀校舎の各地区に分かれて、4年制であった。男性教師が5名で男子生徒が277名、女子生徒が218名であった）。天ヶ須賀の1年生は、明願寺の山門に通い、2年生は天ヶ須賀本町の校舎の野村医師宅のそばへ、3年生は、龍泉寺鐘つき堂南の学校へ通学して、4年生は小石川材木所付近の一色学校へ通学した。そのあとの4年間は、大矢知村他1か村組合立高等小学校に進学した。
- 1894年（明治27年）- 富洲原尋常小学校は、龍泉寺の南の校舎から、富田一色地区の大字屋敷に移転した。この校舎は、蛭子町・大黒町・弁天町にまたがり、西側が堀川（塩役運河）に面した位置である。天ヶ須賀地区の生徒は、住吉町の西側にある堤防の道を通って通学していた。

## 富洲原小学校の成立（甚五兵衛町校舎の建設）
- 1916年（大正5年）9月30日 - 現在地の富田一色地区の甚五兵衛町自治会の区域に新校舎が新築されて、以後に同日を創立記念日とした。校地の買収は、当時富洲原村会議員であった、以下3人の有力者が中心的に取り組んだ。2代目平田佐次郎（平田紡績社長）・伊藤平治郎（富洲原町議会議員）・渡部与助（富田一色出身の有力者で渡部与助魚問屋を代々経営していた）[10]
- 川越村の高松地区在住の地主である13代目内田巳巳太郎から再三の懇願の結果、保有していた田圃を譲り受けた土地の甚五兵衛町（富田一色甚五兵衛町自治会）が選ばれた。（富田一色地区・天ヶ須賀地区・松原地区）3地区のいずれの土地にかたよらず、ちょうど3地区の中間に位置した甚五兵衛町は当時民家もなくて、富田一色の有力者が松原村（松原地区）から大字富田一色として土地を購入して松原地区から富田一色地区に編入して東洋紡績富田工場の敷地作りと四日市市冨州原町の造成に使用されたトロッコの設備をそのまま利用して、朝明川より土砂を運搬して造成された土地である。（校舎の北側を除く周辺には黒松を、西側にポプラを、北と南側にはアカシアが植えられた）。
- 1923年（大正12年） -　富洲原村の町制施行により三重郡富洲原町立富洲原尋常高等小学校となる。